# Tuğra

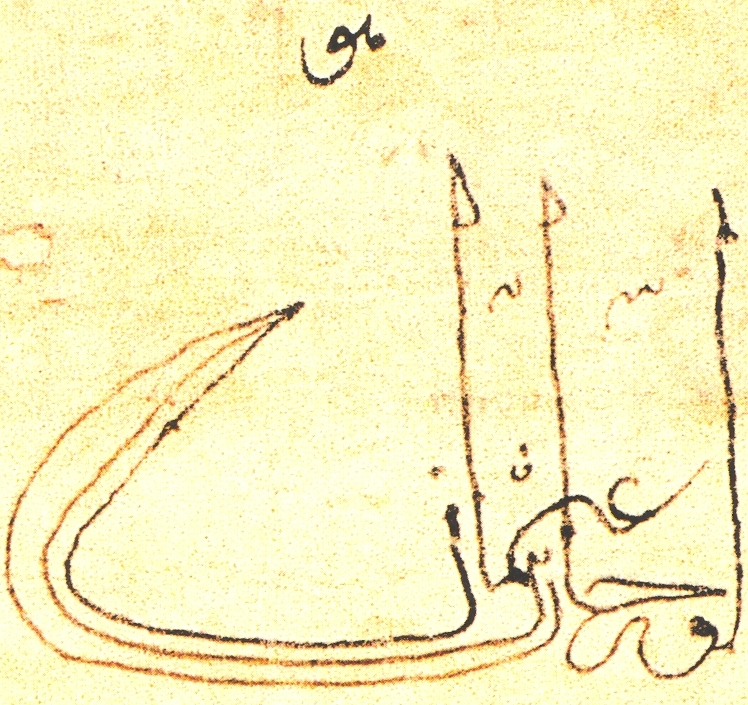
Prima tuğra otomană cunoscută (1326), aparținând sultanului Orhan I.

Tuğra (în turcă otomană طغرا, transliterat: ṭuġrā; în turcă tuğra) este o monogramă caligrafică, un sigiliu sau o semnătură a unui sultan otoman, aplicată pe toate documentele și în corespondența oficială. Inspirat de Tamga⁠(d), tuğra apare și pe sigiliul sultanului, fiind regăsită și pe monedele bătute în timpul domniei sale. De-a lungul timpului au fost create și versiuni elaborate și foarte decorate pentru documentele importante, reprezentând adevărate opere de artă în tradiția anluminării otomane, cum ar fi exemplul tuğrei lui Suleyman Magnificul din galeria de mai jos.
Tuğra era concepută la începutul domniei fiecărui sultan și se desena de către caligraful de curte (sau de un nișanci⁠(d)) pe documente. Primele exemple de tuğra le regăsim din secolul al XIV-lea. 
Tuğra a servit și unui scop similar cartușului din  Egiptul antic sau cifrei regale/monogramei monarhilor britanici. În Imperiul Otoman, fiecare sultan își avea propria sa tuğra.

## Etimologie
Există două școli principale de gândire cu privire la originile cuvântului tuğra. Prima vede tuğra drept o derivată dintr-o emblemă de secretariat de origine turcă numită tughragh. Cea de-a doua școală consideră că etimologia tuğrei vine de la un efort al scribilor persani de a modela numele conducătorului într-un element asemănător arcului numit turgha/turghay, ulterior pronunțat greșit ca tuğra. 

Argumentul principal emis de prima școală are ca origine o remarcă a lui Mahmud al-Kashgari⁠(d) în lucrarea sa Dīwān Lughāt al-Turk⁠(d).
„Tuğra este sigiliul și semnătura regelui (în) dialectul oguz și nu este cunoscută turcilor (din vest). Nu-i cunosc originea.”—Mahmud al-Kashgari

## Componentele tuğrei

Tuğra sultanului Mahmud al II-lea al Imperiului Otoman. Se citește în arabă „Mahmud Khan, fiul lui Abdülhamid, cel veșnic victorios”.

Tuğra prezintă o formă specifică, alcătuită din două bucle în partea stângă, trei linii verticale în partea de mijloc, un text scris în partea de jos și două prelungiri spre dreapta. Fiecăruia dintre aceste elemente i se atribuie o semnificație specifică; ele împreună constituie forma care este ușor de recunoscut ca tuğra.

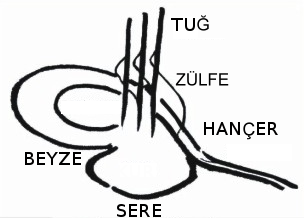
Elementele vizuale ale unei tuğra

Numele sultanului este scris în partea de jos a tuğrei, numită sere. În funcție de perioada la care ne raportăm, această parte poate cuprinde doar o formulă simplă precum Orhan, fiul lui Osman, după cum observăm în prima tuğra cunoscută (din 1326). În perioadele ulterioare, la numele titularului tuğrei și al tatălui său sunt adăugate, în titulatură, și atribute onorifice sau formule din rugăciuni.
Buclele din stânga ale tuğrei se numesc beyze, traduse din arabă și care înseamnă ou. Unele interpretări ale elementelor tuğrei susțin că beyze simbolizau cele două mări asupra cărora sultanii își exercitau influența, respectiv: bucla mai mare dinspre exterior simboliza Marea Mediterană, iar bucla interioară, de dimensiuni mai mici, era un simbol al Mării Negre.
Liniile verticale de pe partea de sus a tuğrei se numesc tuğ sau steag. Cele trei steaguri semnifică independența. Liniile în formă de S, care continuă steagurile, se numesc zülfe și, împreună cu vârfurile steagurilor care sunt orientate tot spre dreapta, simbolizează faptul că vânturile bat de la est spre vest, pe direcția tradițională a deplasării otomanilor.
Liniile din dreapta tuğrei sunt numite hançer și reprezintă un pumnal, simbol al forței și puterii. .

## Tuğrele sultanilor otomani

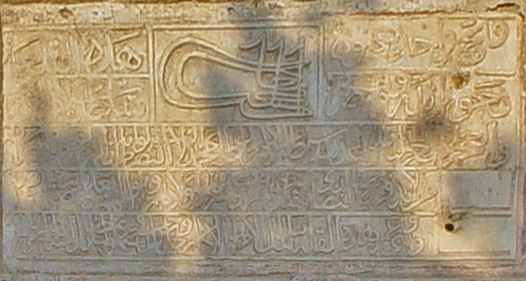
Tuğra sultanului Murad al II-lea de la Heptapyrgion, Salonic (1431)
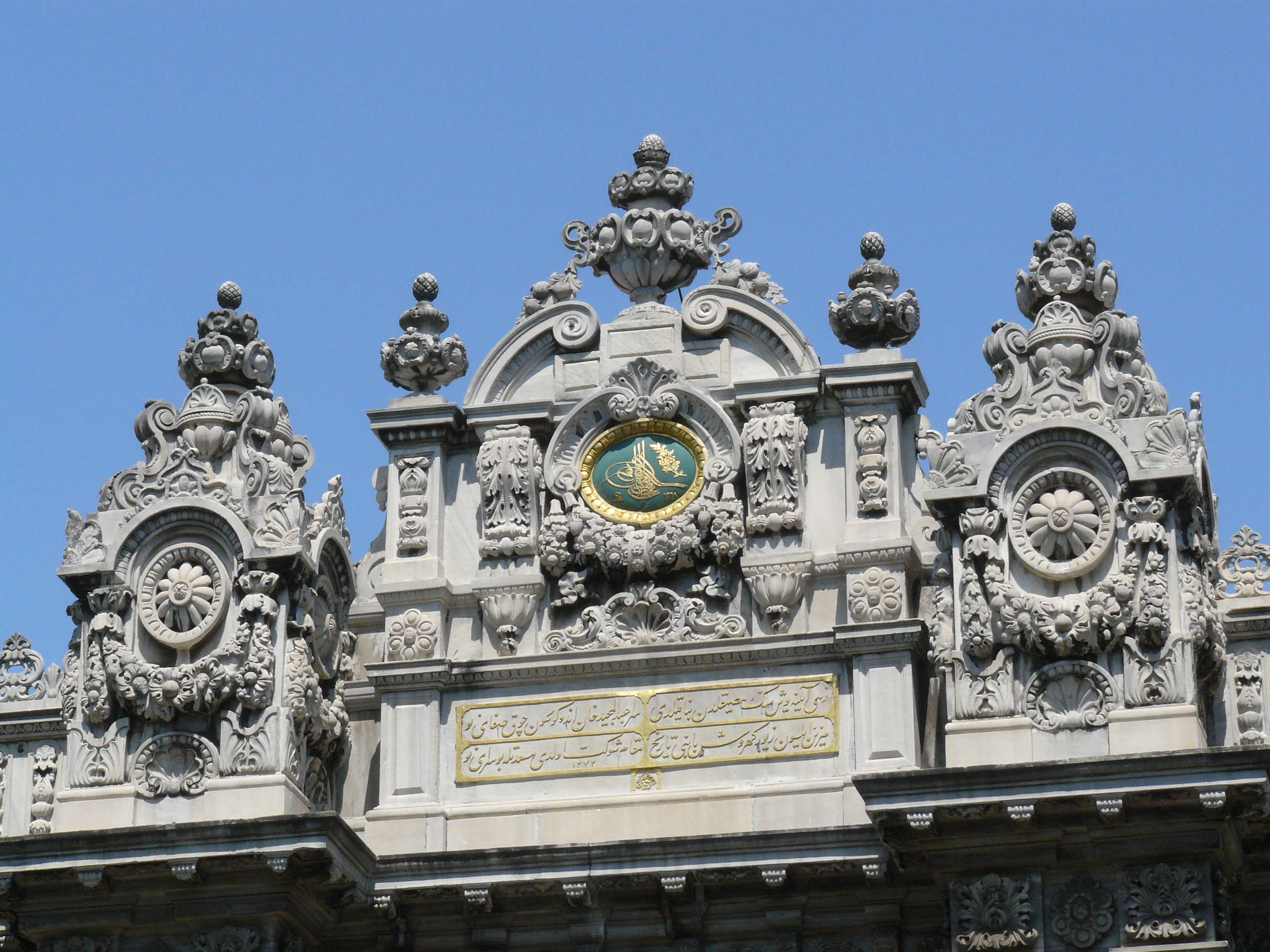
Tuğra de la Palatul Dolmabahçe.
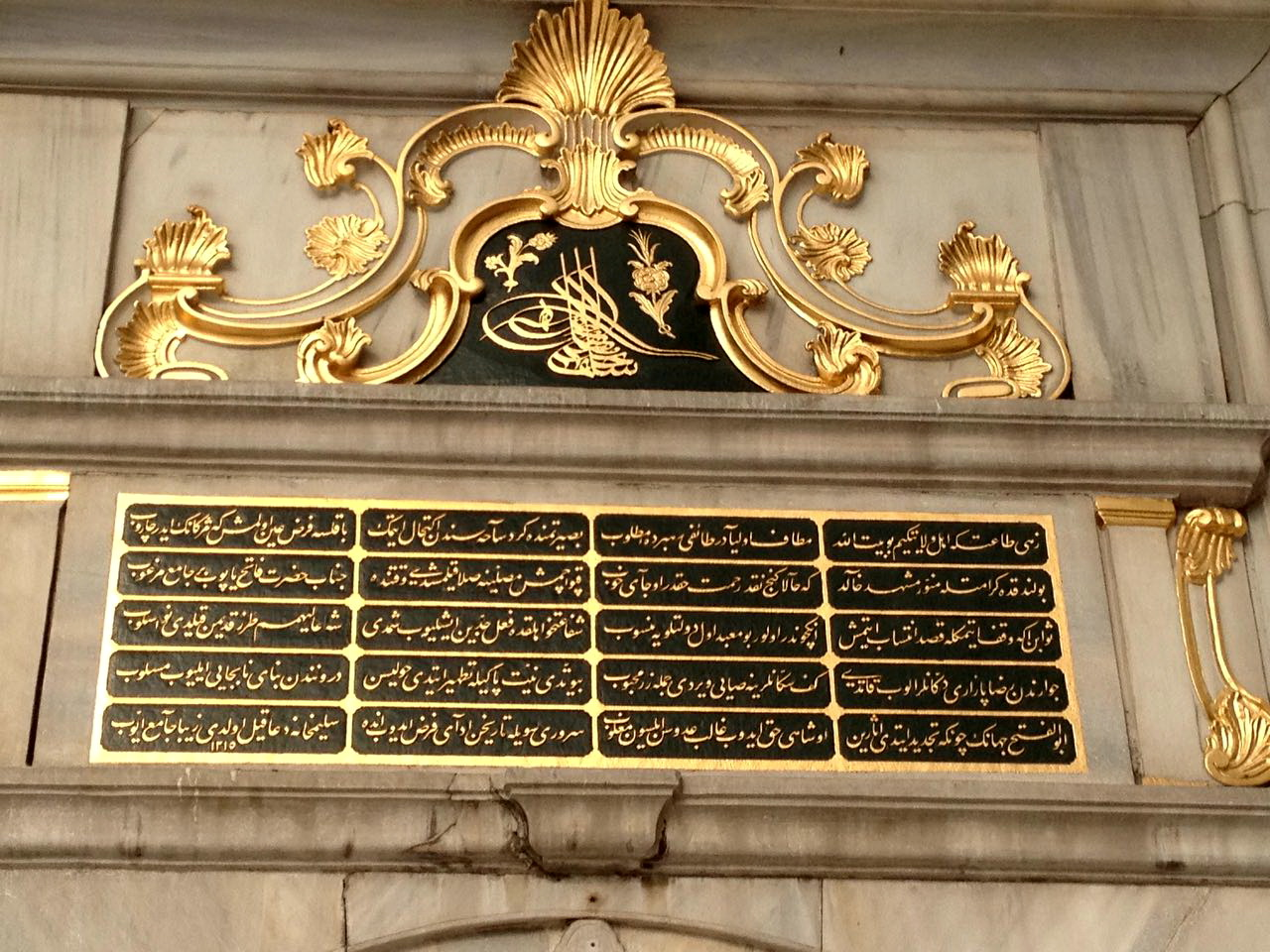
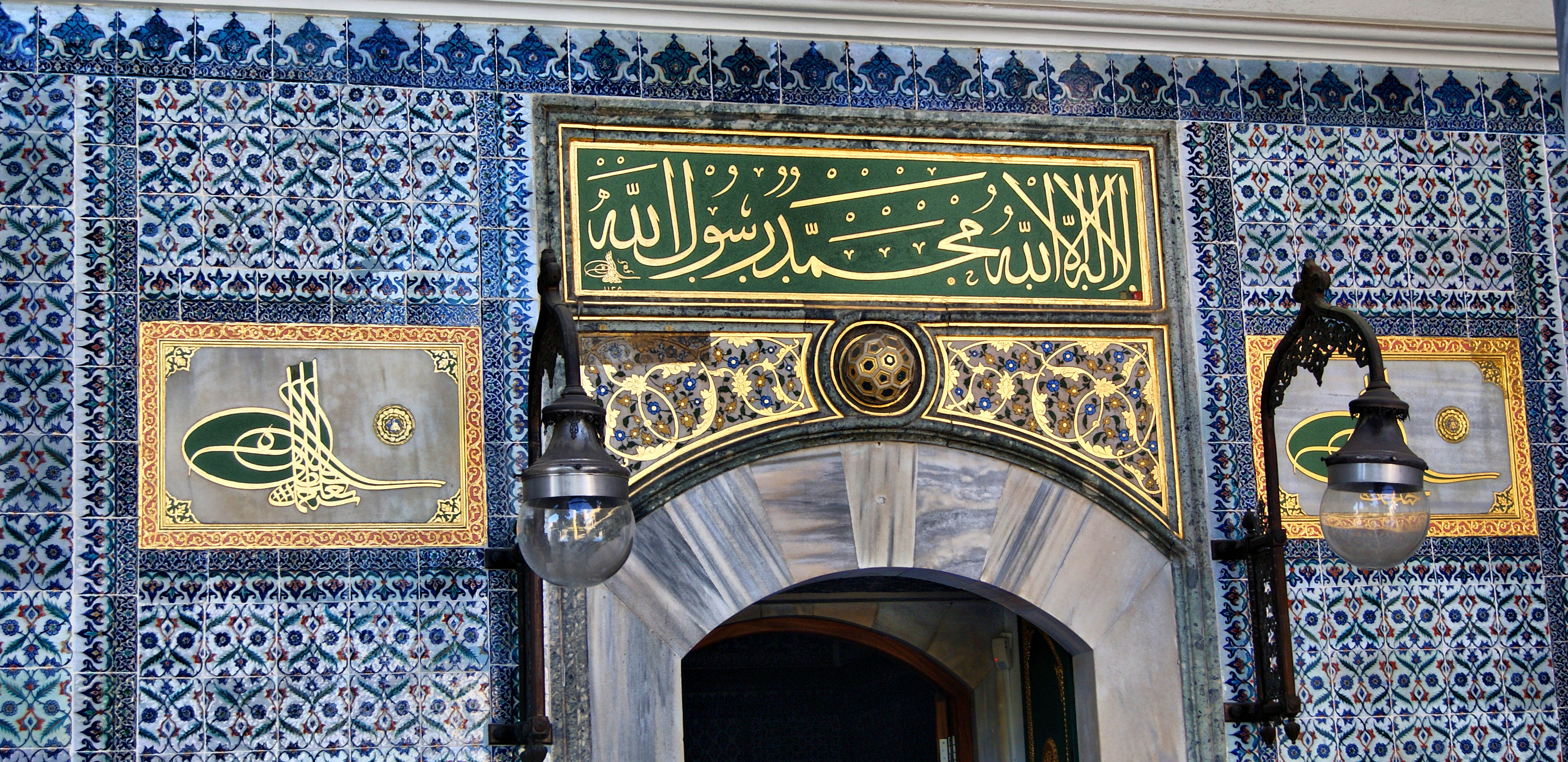
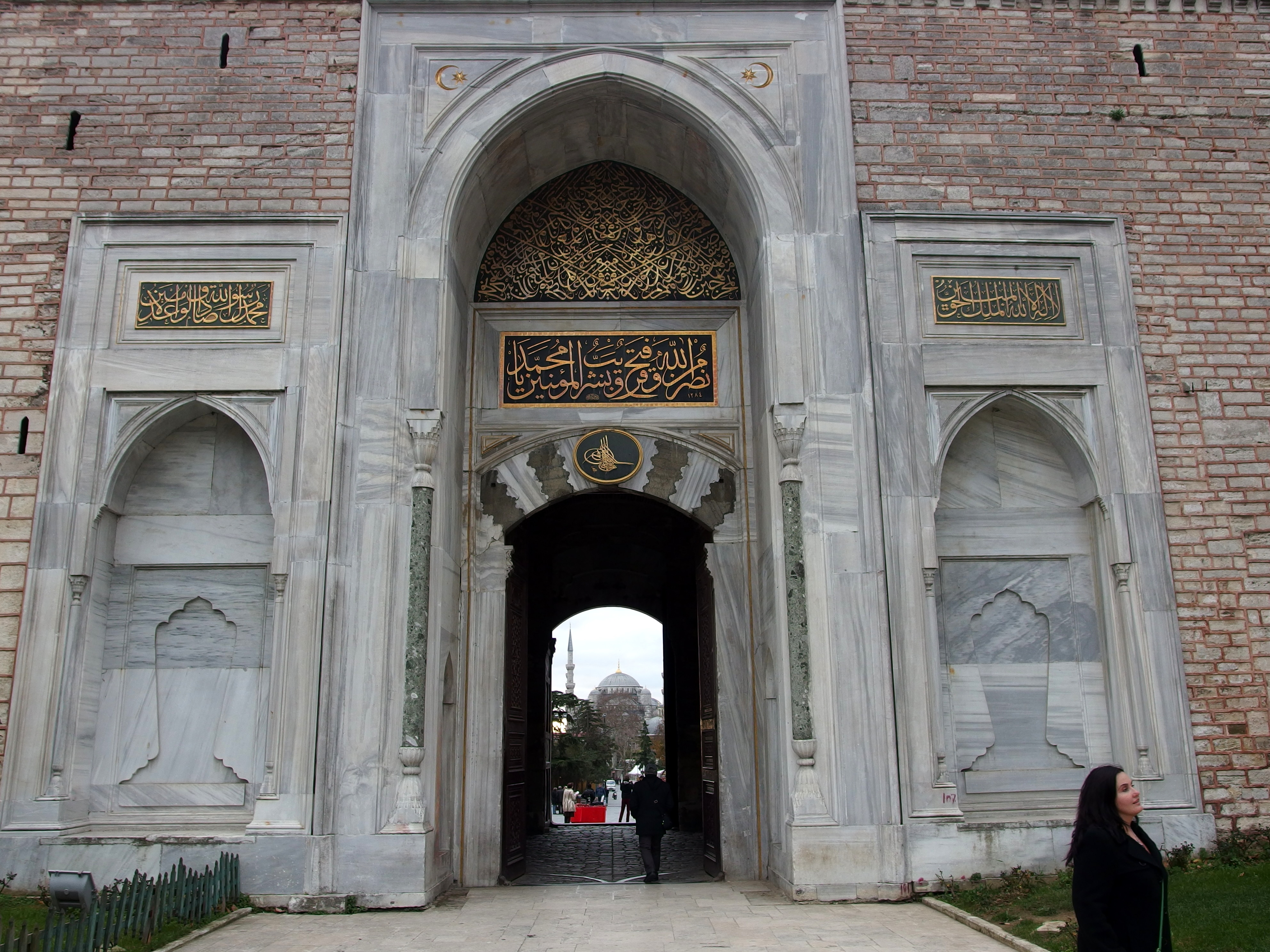
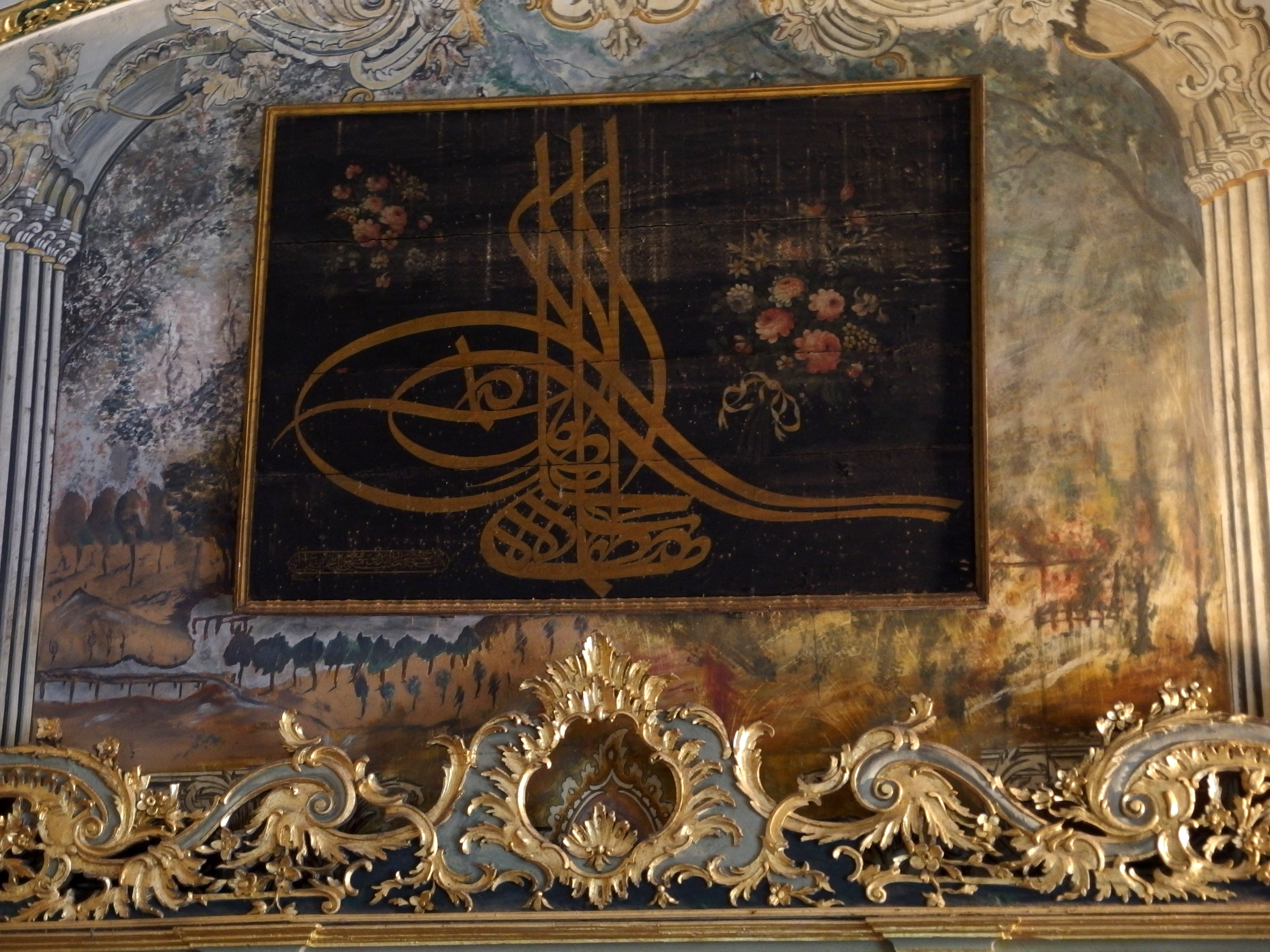
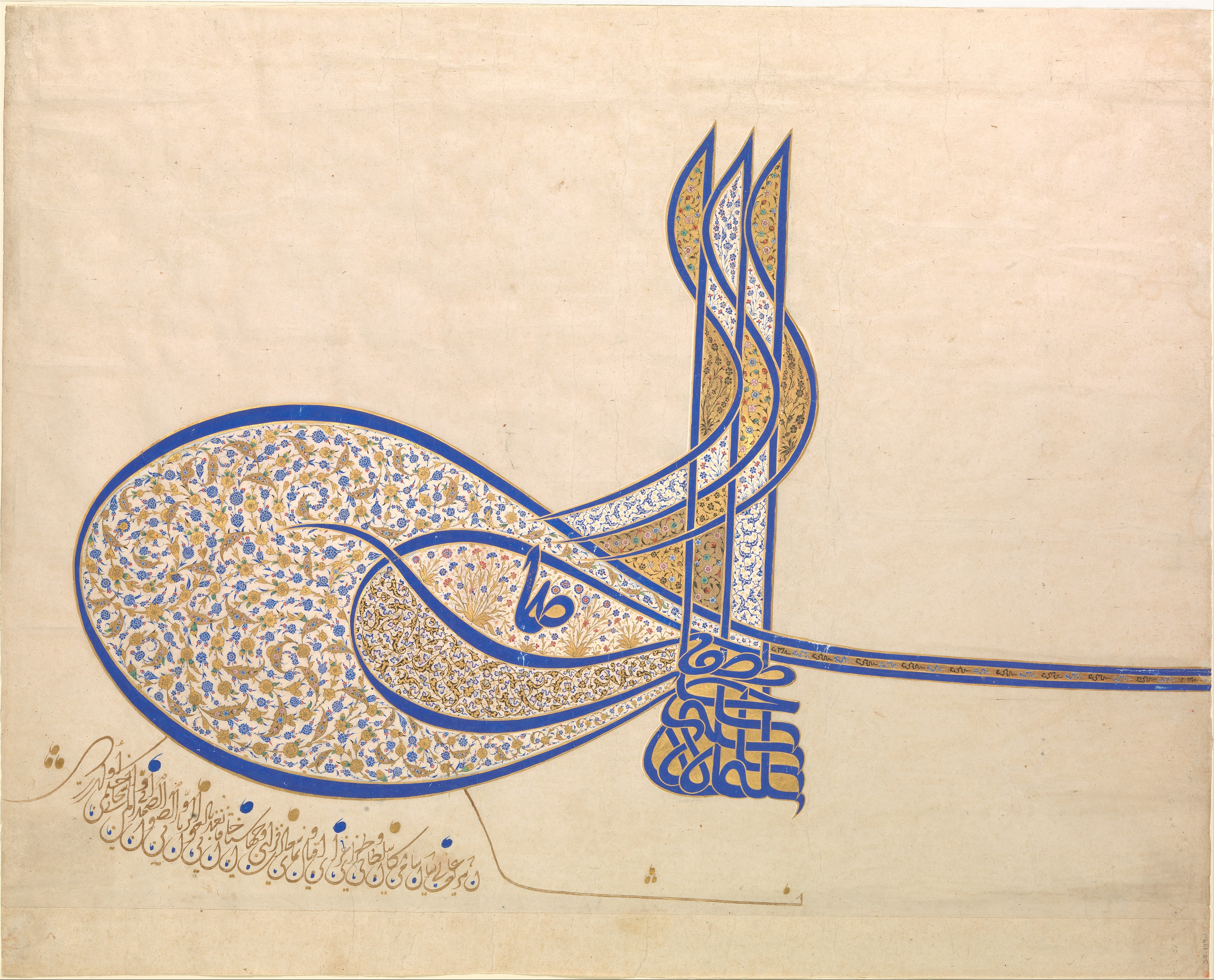
Tuğra decorată (anluminată) aparținând lui Suleyman Magnificul (1520)
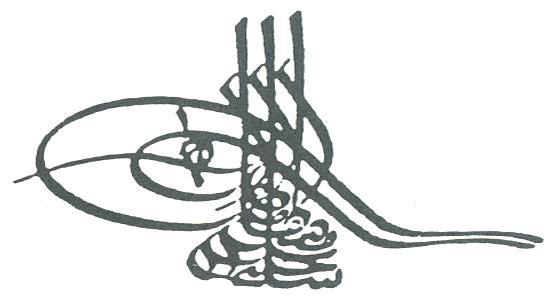
Tuğra sultanului Selim al III-lea (1789)
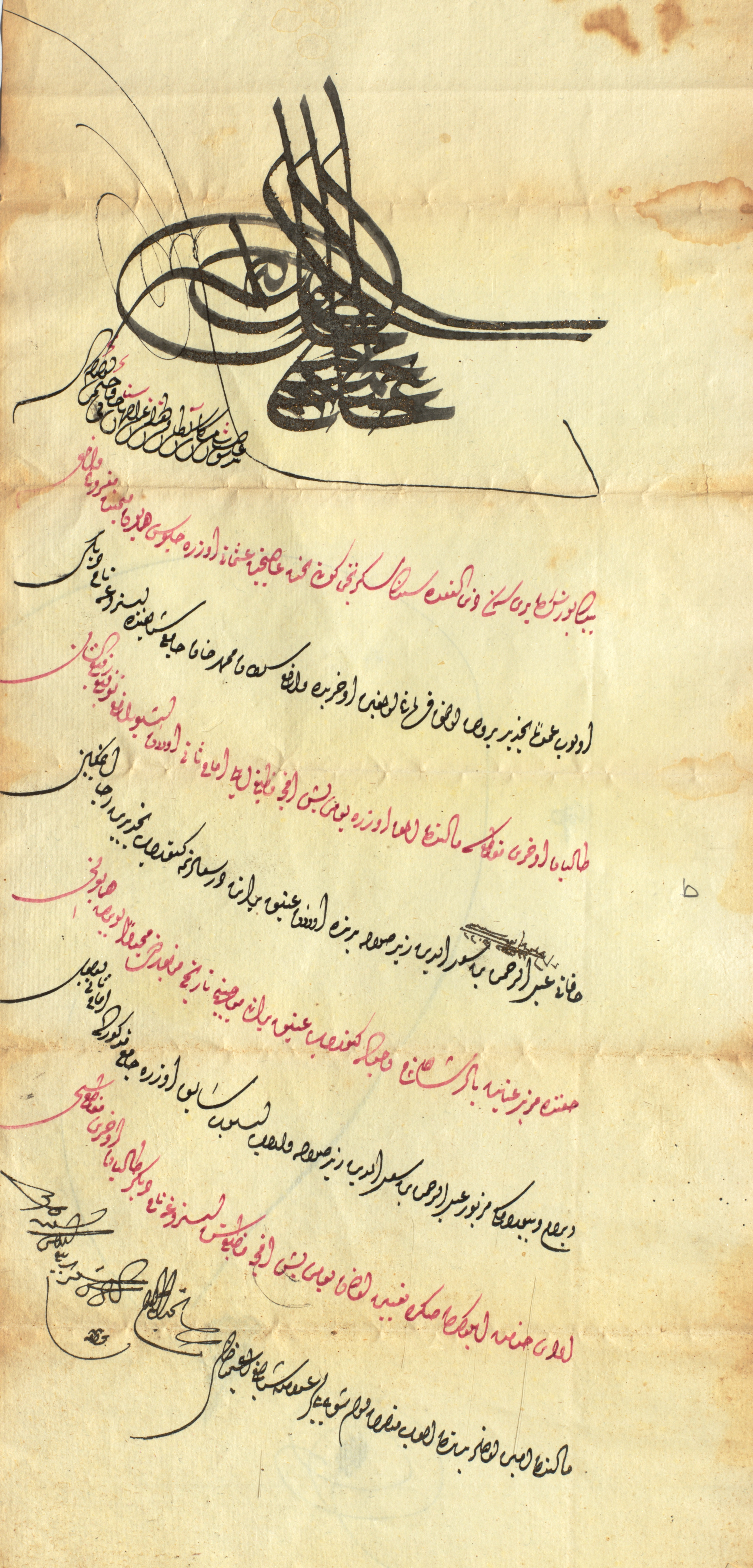
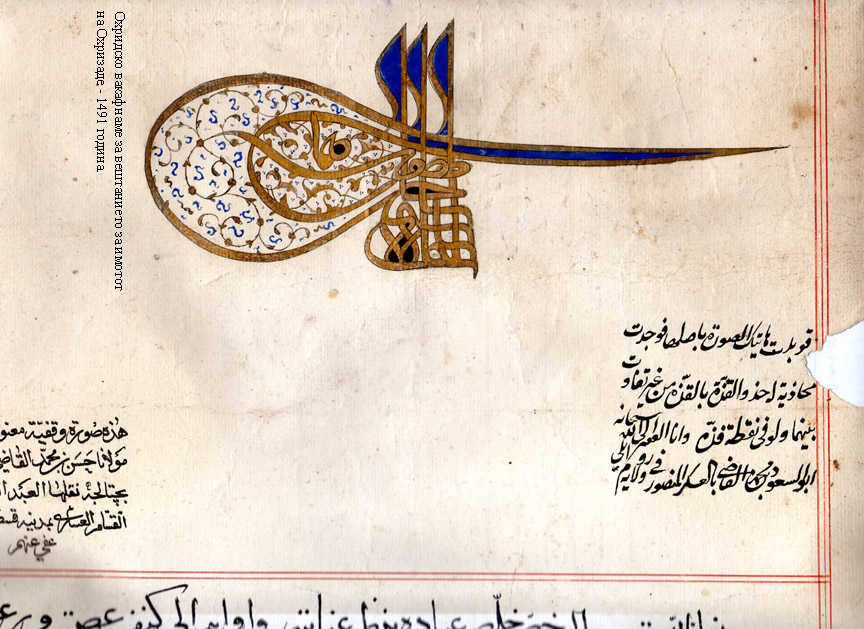
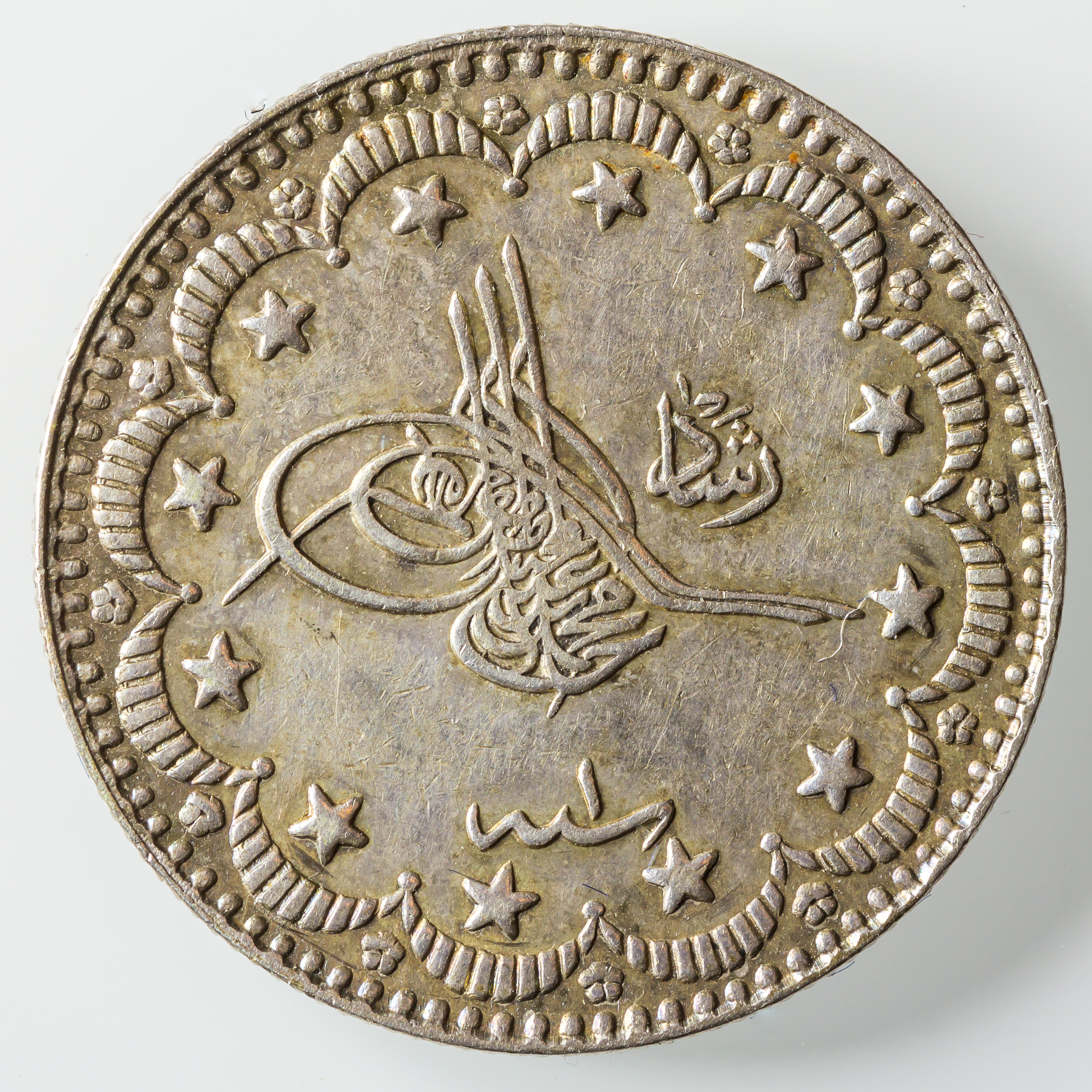
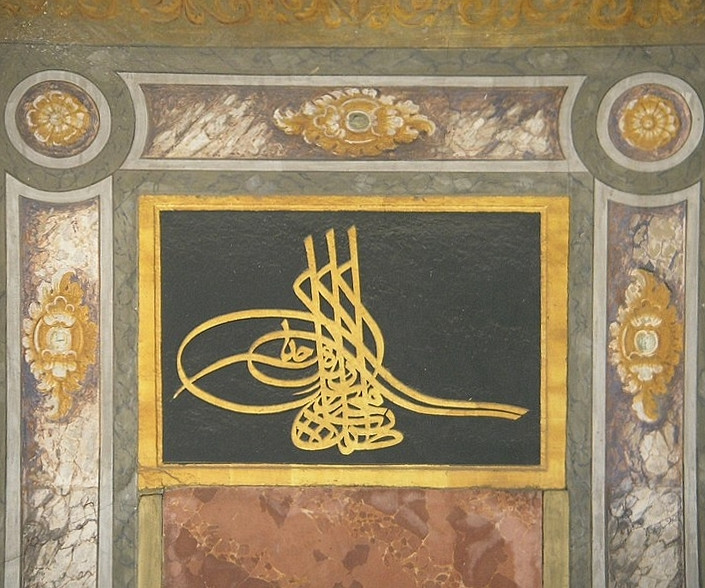
Tuğra de pe Poarta Fericirii, Palatul Topkapı
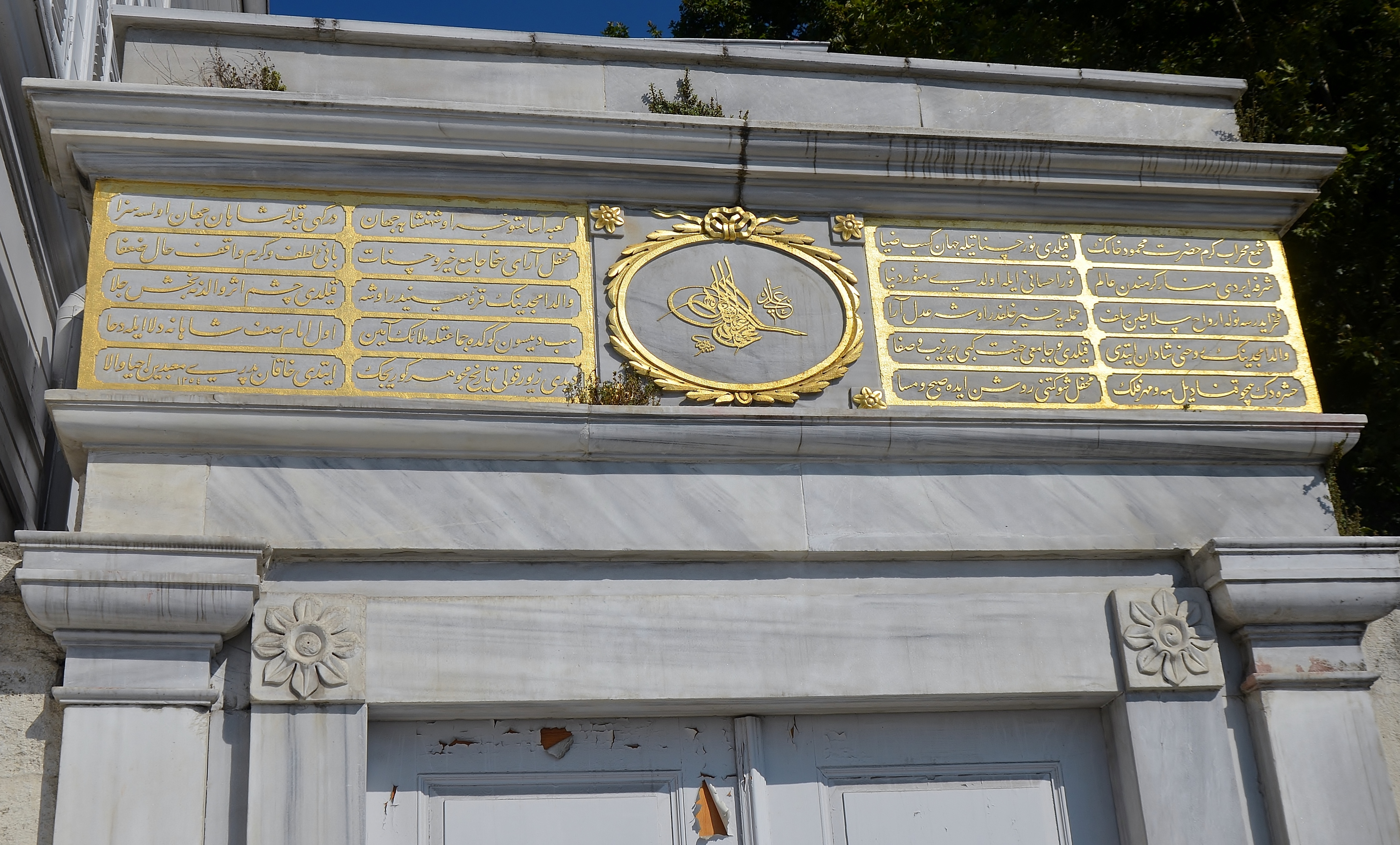
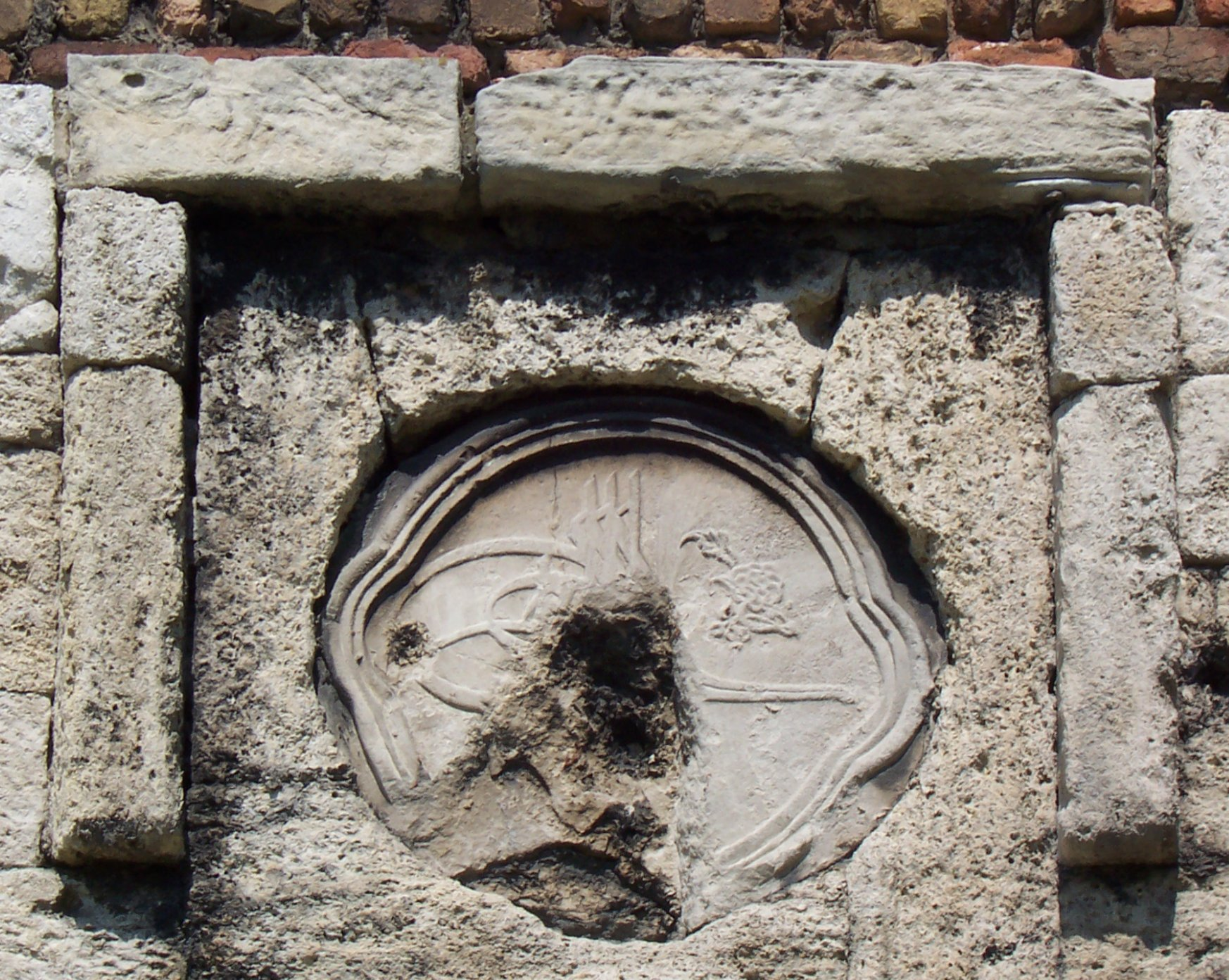
Tuğra deasupra Porții Portului din Belgrad

## Alte tuğra
Chiar dacă tuğra este asociată în mare parte cu sultanii din Imperiul Otoman, acest tip de semnături au fost uneori folosite și în alte state, cum ar fi dinastia Qajar, Imperiul Safavid, hanatul Crimeea, Hanatul Kazan. Mai târziu, tuğra-ua a fost folosită și în Rusia imperială a Tartariei.

Tuğra din sigiliul lui Heyder Latifiyan

Referitor la împărații din imperiul Mughal, există informații că și aceștia au folosit simboluri caligrafice alături de sultanii otomani, iar „tuğra” avea formă circulară, cu trei puncte în vârf, alături de semnătura caligrafică a împăratului.
Emisiunile monetare afgane din 1919 până în 1936 au avut și tuğra prezentă. Pakistanul a avut tuğra pe monedele sale din 1947 și până în 1974; ambele exemple sunt prezente în Muzeul Băncii de Stat din Karachi. Nawab-ul din Bahawalpur⁠(d) și Nizam-ul din Hyderabad aveau, de asemenea, tuğra pe monedă. Cele de mai sus se pot justifica prin expansiunea Imperiului Otoman din timpul domniei lui Suleyman Magnificul, dar și din perspectiva viitoarelor sale cuceriri. De asemenea, ar putea semnifica răspândirea islamului în alte zone dincolo de Imperiul Otoman. 

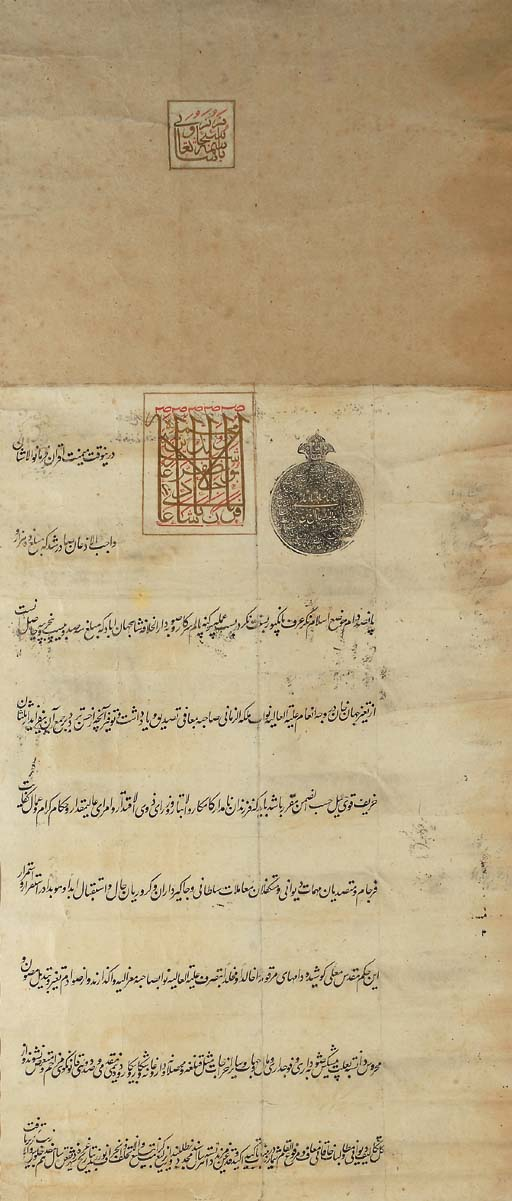
Un Firman emis de împăratul Mughal, conținând „tuğra” cu cerneală neagră alături de semnătura caligrafică a lui Shah Alam II în roșu.

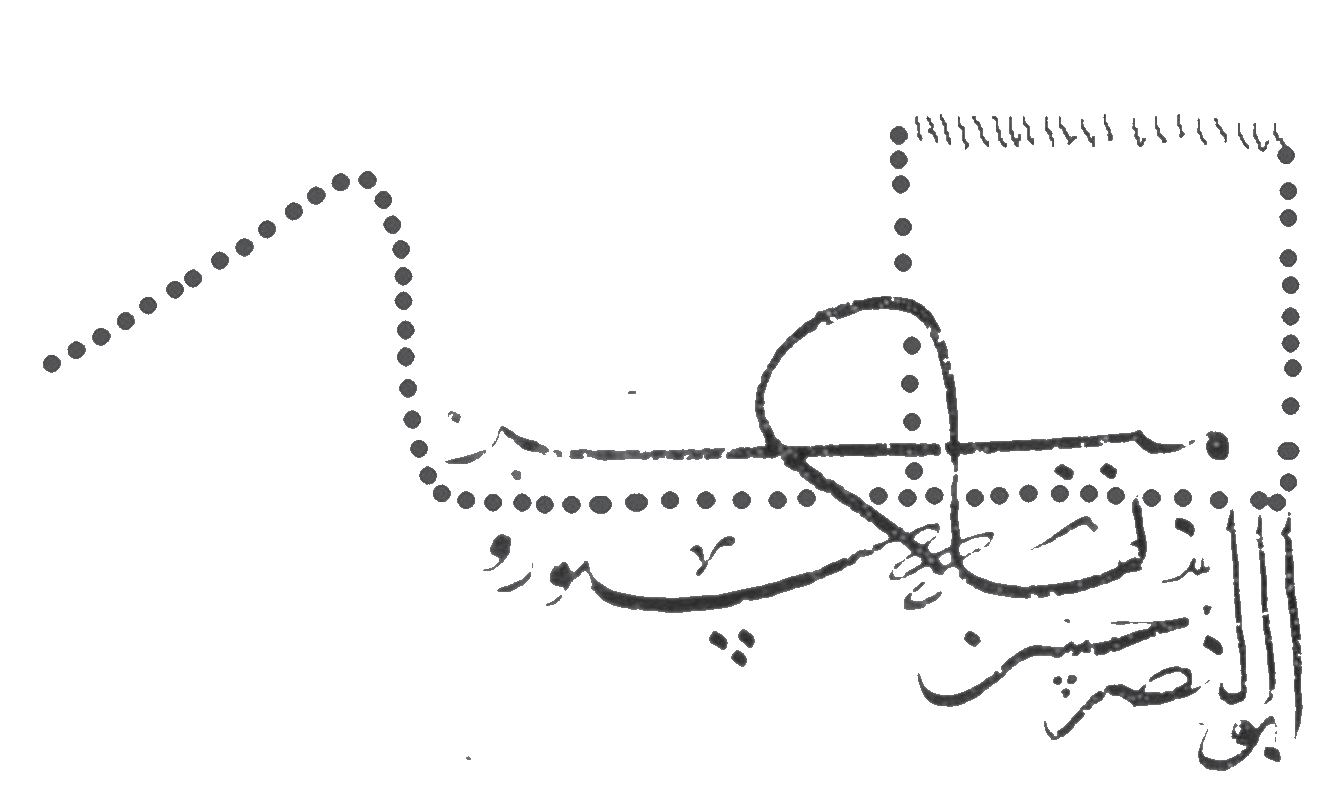
Tuğra aparținând lui Uzun Hasan
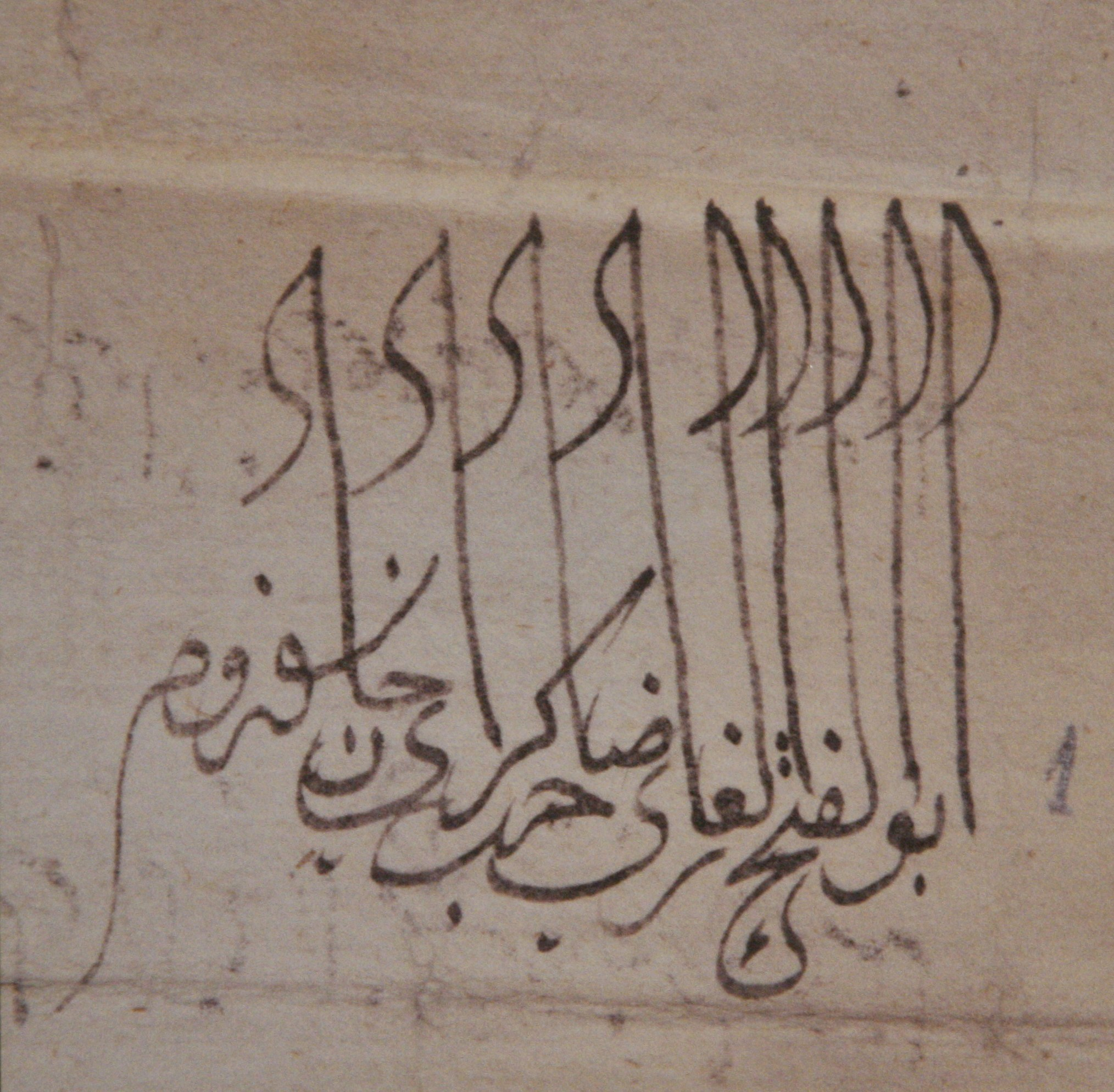
Exemplu de tuğra a lui Sahib I Giray⁠(d)
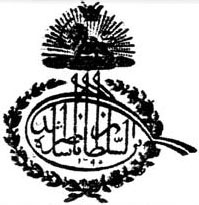
Tuğra lui Naser al-Din Shah Qajar⁠(d)
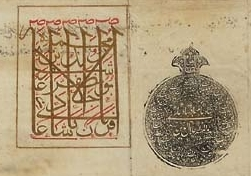
Tuğra imperială din Imperiul Mogul

## Interpretări postimperiale
Există, în societatea contemporană, artiști caligrafi care folosesc o formă asemănătoare tuğrei. Exemple sunt tuğrele președintelui rus Vladimir Putin  și ale împăratului Japoniei, Akihito,  create de artistul Vladimir Popov. 